# MasterChef Srbija
MasterChef Srbija je srpska inačica britanskog natjecateljsko-kulinarskog reality showa MasterChef. 
Prva sezona serijala započela je s emitiranjem 21. prosinca 2023. godine na srpskoj Prvoj TV u 21 sat, a nastavilo se četvrtkom i petkom u istom terminu.
Druga sezona serijala započela je s emitiranjem 19. rujna 2024. godine. 

## Žiri
Žiri u prvoj i drugoj sezoni su Filip Ćirić, Branko Kisić i Nenad Atanasković.

## Sezone
| Sezona | Prva epizoda       | Posljednja epizoda | Pobjednik   |
| ------ | ------------------ | ------------------ | ----------- |
| 1      | 21. prosinca 2023. | 23. ožujka 2024.   | Tanja Simić |
| 2      | 19. rujna 2024.    | u tijeku           | u tijeku    |

## Vanjske poveznice
- Službena stranica